# 贡布扎布·门德奥约
贡布扎布·门德奥约（羅馬化：Gombojav Mend-Ooyo，1952年—），蒙古国苏赫巴托尔省达里甘嘎县人，蒙古国诗人、作家、学者。

## 生平
1952年生于蒙古苏赫巴托尔省。13岁开始作诗并加入蒙古作家协会。1966年14岁在《苏赫巴托尔之路》杂志上首次发表作品《山谷与湖》并获好评。1970年毕业于乌兰巴托师范学院，随后在扎门乌德任教3年。其间，创作诗歌《与战火下的人们》、《一行飞雁》。1974年，进入蒙古国立师范大学蒙古语言文学作品专业学习。1975年，和其他青年诗人共同创办“火焰”诗社。1978年到1988年，在蒙古国家广播电台文艺编辑部任总编辑。1987年成为蒙古社会科学研究院研究员。
1988年，获蒙古作家协会最佳作品奖。1988年到1990年，担任蒙古作家协会职业作家。1990年到1996年，任拯救蒙古文化历史遗产项目负责人，重修大佛像，1996年写成《怜悯之佛》一书。因其重修大佛像的贡献，1996年获蒙古国总统授予蒙古功勋文化工作者称号。1991年，当选为蒙古文化基金会责任秘书长。1994年当选为蒙古文化基金会会长。1994年参与出版《蒙古语释义词典》。1995年获得蒙古诗歌节一等奖。1996年获得蒙古文化艺术大学硕士学位。2002年获得世界艺术文化学院（World Academy of Arts and Culture）荣誉文学博士。1997年到2000年，任政府执行代办处、文化艺术处主任。2000年成为蒙古文学研究院成员。
2001年，获得国际诗人“笔”协会（Пэн клуб）优秀作品奖。2002年，获得国际诗歌翻译研究中心最佳作家奖。2005年，创办蒙古文化诗歌研究院。2006年，任第26届世界诗人大会组委会主席。2006年是大蒙古帝国成立800周年，他创办GUNU杂志，刊载各国诗歌。2015年，获得成吉思汗勋章。

## 作品
- 诗集《圣鸟》（1980年）
- 儿童文学《唱着歌的可爱小鸟》（1980年）
- 儿童文学《比山还高的骆驼》（1984年）
- 诗集《吉祥线》（1985年）
- 戏剧《紧急电报》（1988年）
- 歌剧《光与影》（1989年）
- 诗集《胡琴之首》（1990年）
- 佛教诗歌《金色敖包》（1993年）
- 《怜悯之佛》（1996年）
- 诗集《天赋之眼的开启者》（1997年）
- 诗集《文学的水晶塔》（1997年）
- 故事《八匹黄马的故事》（2000年）
- 诗集《我正朝你走来》（2000年）
- 《马头琴之卷》（2002年）
- 《D.曾德扎布》（2004年）
- 《天边走来的牧人》[1]